# Champagne-Ardenne
Champagne-Ardenne var en fransk region indtil 1. januar 2016, hvor den blev slået sammen med Alsace og Lorraine, for at danne den nye region Alsace-Champagne-Ardenne-Lorraine. Den ligger i den nordøstlige del af landet op til Belgien. Hovedstaden er Châlons-en-Champagne. Regionen er i udpræget grad en landbrugsregion, med store skove, berømte vinmarker og store kornproducerende områder. Men der findes også en del industri særligt inden for fødevarer, metalurgi og mekanisk konstruktion.

## Geografi

### Topografi
Området er afgrænset mod vest af kalkplateauet omkring Brie, mod sydøst af Langresplateauet og mod nord af Ardennermassivet. I store træk svarer regionen til den tidligere provins Champagne.

### Klima
Klimaet bærer præg af at området danner en grænse mellem det oceaniske klima mod vest og nordvest og det kontinentale klima mod øst.

### Hydrografi
Flere store floder gennemskærer regionen herunder Seinen, Marne og Meuse.

## Historie
Området var oprindeligt beboet af flere stammer: Remerne i nord, Catalaunierne i midten og Tricasserne og Lingonerne mod syd. Efter romerne erobrede området i det 1. århundrede f.Kr., blev det tilsluttet Gallica Belgica og blev sammen med det invaderet og plyndret af germanerne i det 3. århundrede.